# 相馬幸人
相馬 幸人（そうま ゆきと、12月15日 - ）は、日本の男性声優。東京都出身。

## 略歴
日本大学第三高等学校卒業。勝田声優学院18期、81演技研究所東京校を経て、81プロデュース所属。
2005年、『かみちゅ!』で声優デビュー。

## 人物
アニメ、外画、ゲームなどで活躍。
趣味・特技は歌、日本舞踊、ピアノ。

## 出演
太字はメインキャラクター。

### テレビアニメ
2005年
- かみちゅ!（モノノケC）
- ガラスの仮面（オリオン座団員、スタッフB、社員、遊園地職員）
- 今日からマ王!（2005年 - 2008年、村人、大シマロンの使者） - 2シリーズ
- BUZZER BEATER（観客）

2006年
- Gift 〜ギフト〜 eternal rainbow（男子生徒）
- スパイダーライダーズ 〜オラクルの勇者たち〜（劇団員）
- スーパーロボット大戦OG -ディバイン・ウォーズ-（コ・パイ、アナウンサー、管制官、オペレーター）
- ぜんまいざむらい（火消しの八五郎、ブイナベース）
- ツバサ・クロニクル（若者）
- .hack//Roots（呪紋士）

2007年
- Over Drive（観客、救護班、選手）
- すもももももも 地上最強のヨメ（弁髪の男）
- D.Gray-man（村人A）
- デルトラクエスト（木の声、貴族、旅人、観客）
- 天元突破グレンラガン（ジャモナナ）
- BACCANO! -バッカーノ!-（ランディ、レムレース、ラッドの仲間）
- パンプキン・シザーズ（平民）
- ぷるるんっ!しずくちゃん（おかしの兵隊）
- ポケットモンスター ダイヤモンド&パール（2007年 - 2009年、空手王、トレーナー、ギンガ団の部下）
- MÄR-メルヘヴン-（兵士）
- 流星のロックマン トライブ（サテラポリス、村人）

2008年
- ウエルベールの物語 第二幕（ボディーガード）
- ウルトラヴァイオレット:コード044（警備員、隊員）
- ゴルゴ13（ハワード、ソルジャー、ジョニー、ファルカンの手下）
- 純情ロマンチカ2（編集者）
- スケアクロウマン（警官）
- 絶対可憐チルドレン（九具津隆、アナウンス、宅配便、ガウンの男、看守）
- 全力ウサギ（課長）
- チョロQデッキシステム Qファイターズ!（餓狼コドク）
- 隠の王（フォグブルー社員、教師）
- まめうしくん（きいろいの）
- 夜桜四重奏 〜ヨザクラカルテット〜（町人）

2009年
- VIPER'S CREED（仕官）
- エグザムライ戦国（ヨウザンの側近、代官所の役人）
- 咲-Saki-（生徒）
- 大正野球娘。（北見弘一）
- とある科学の超電磁砲（不良）
- ハヤテのごとく!!（SP・A、SP、漫画家、イモ屋、妖怪、殺し屋〈2〉、男A、青年、SP B）
- PandoraHearts（トランプA）
- 東のエデン（AKX20000）
- メタルファイト ベイブレード（フェイスハンターズE、パイロット、はぐれブレーダーA、ブレーダーA、選手B）

2010年
- いちばんうしろの大魔王（男）
- 会長はメイド様!（男子B、岩倉、男子A、男性客B、老人、教師、叶の父、住職）
- 刀語（船頭）
- 聖痕のクェイサー（男A、ヘリウム次男）
- MAJOR 6th season（ジェームズ、レイノルズ、ホーネッツのファン、店長、審判）

2012年
- ZETMAN（志村亜剛）
- ぴっちぴち♪しずくちゃん（ウイリー）

2013年
- ポケットモンスター ベストウイッシュ シーズン2 エピソードN（ネーロ、プラズマ団員）

2016年
- 紅殻のパンドラ（部下C）

2017年
- 笑ゥせぇるすまんNEW（坂巻）
- THE REFLECTION（ジェイ・イッテンバッハ、コンピューター（ジェイ）、パイロット）

2018年
- ポチっと発明 ピカちんキット（あたる父、男性、ドライバー）

2021年
- バック・アロウ（シン・フウスイ）

### 劇場アニメ
- 劇場版ポケットモンスター ダイヤモンド&パール ディアルガVSパルキアVSダークライ（2007年、トレーナー）
- 劇場版ポケットモンスター ダイヤモンド&パール ギラティナと氷空の花束 シェイミ（2008年、レジギガス）
- テイルズ オブ ヴェスペリア 〜 The First Strike 〜（2009年、カンスケ）
- レイトン教授と永遠の歌姫（2009年、デスコールの部下）
- 伏 鉄砲娘の捕物帳（2012年）
- TIME DRIVER 僕らが描いた未来（2018年、上司、サラリーマン、カメラマン）

### OVA
- あじさいの唄（2004年、侍）
- Prayers プレイヤーズ（2005年、イルサイブ）
- 今日からマ王! R（2007年、盗賊）
- 星の海のアムリ（2008年、Q9特選隊[8]）
- やなせたかしメルヘン劇場 キラキラ（2008年、男）
- DOGS/BULLETS&CARNAGE（2009年、バラン）

### ゲーム
2005年
- THE 地球防衛軍2（EDF兵）
- プリンセスメーカー4（ナンパ男、兵士、参列客男）
- マビノ×スタイル（男A、ゴクラクフウキンチョウ、ドワーフ）
- ロマンシング サガ -ミンストレルソング-（貴族、海賊、老人）

2006年
- うたわれるもの〜散りゆく者への子守唄〜（研究者、側近、兵士）
- ゼノサーガ エピソードIII［ツァラトゥストラはかく語りき］（研究者、パイロット、兵士）

2007年
- スターオーシャン1 First Departure

2008年
- 流星のロックマン3（アシッド）

2009年
- ミマナ イアルクロニクル
- メタルファイト ベイブレード ガチンコスタジアム（羽広コウキ）

2010年
- 斬撃のREGINLEIV（北の狩人A）

2011年
- スライ・クーパー コレクション（Richards）

2019年
- スターオーシャン1 First Departure R

2020年
- ファイナルファンタジーVII リメイク

2024年
- グランブルーファンタジー リリンク
- ファイナルファンタジーVII リバース

### ドラマCD
- 枯れ井戸スコープ
- DOGS/BULLETS&CARNAGE（バラン）

### BLCD
- お義兄様が世界で1番っ♥（評議会メンバー）
- カオル・マニアック（男）
- 白衣の悪魔に溺れちゃう?（東龍）

### 吹き替え

#### 映画
- あの日の指輪を待つきみへ
- APRIL FOOL'S DAY
- エクスカリバーII 伝説の聖杯（ゲヤー、チェスター、ブタ）
- タイタンの戦い
- ナイトメア・オブ・クリスマス（ビリアス）
- 爆発感染 レベル5（カール・ラトナー）

#### テレビドラマ
- NCIS:LA 〜極秘潜入捜査班（エドガー）
- カイルXY
- カインとアベル（チェ・チス〈ペク・スンヒョン〉）
- 食客（ドンス）
- スポットライト
- 大旗英雄伝（雷小雕、田蘇、鉄毅）
- バイオニック・ウーマン

#### アニメ
- インクレディブル・ファミリー（スクリーンスレイヴァー[9]）
- きかんしゃトーマス（ネビル、ケーキ屋さん、ビリー）※テレビ東京版
- キック ザ・びっくりボーイ（ブラッド）
- グーフィーのホームシアター
- 最強武将伝 三国演義（郭淮）
- ザ・バットマン（ブレント、警官）
- ちいさなプリンセス ソフィア（エルフレッド）
- バットマン:ブレイブ&ボールド（メタモルフォ、ガイ・ガードナー 他）
- フィニアスとファーブ（カール）
  - フィニアスとファーブ/ザ・ムービー（カール）
- ブーンドックス
- マイロ・マーフィーの法則（カール）
- ミュータント タートルズ（科学者男、被験者）
- LEGO スーパー・ヒーローズ:ジャスティス・リーグ〈クローンとの戦い〉（ガイ・ガードナー/グリーンランタン/グリーンザロ）
- LEGO スーパー・ヒーローズ:ジャスティス・リーグ〈悪の軍団誕生〉（ハル・ジョーダン/グリーンランタン）
- LEGO スーパー・ヒーローズ:ジャスティス・リーグ〈地球を救え!〉（ハル・ジョーダン/グリーンランタン）

### テレビ番組
- ポケモンスマッシュ!（ゾロアークの声）

### ラジオドラマ
- VOMIC ロッキン★ヘブン（宮地）

### 舞台
- カリフォルニア・ドリーミン（丸山清）

### シリーズ一覧
1. ↑  第1シリーズ（2005年）、第3シリーズ（2008年）